# Цикл Міллера

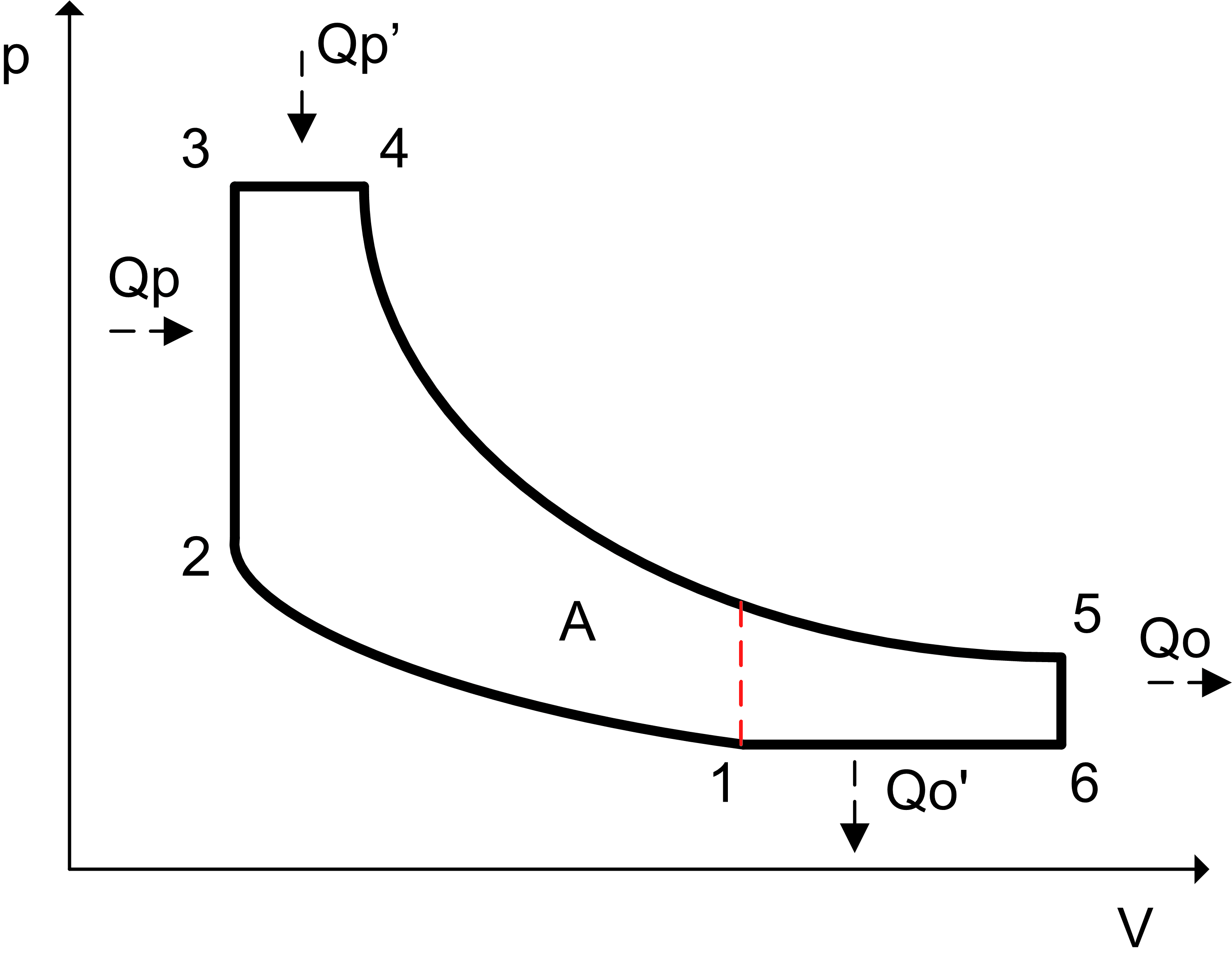
p-V — діаграма циклу Міллера для двигуна із самозайманням паливо-повітряної суміші

Цикл Мі́ллера (англ. Miller cycle) — термодинамічний цикл, що використовується в поршневих двигунах внутрішнього згоряння з метою підвищення їх економічних показників.
Цикл Міллера було запропоновано у 1947 році американським інженером Ральфом Міллером (англ. Ralph Miller) та отримано низку патентів США: № 2773490, № 2817322 та № 2670595. Ці патенти і визначили особливості побудови сучасного двигуна, який працює за циклом, що отримав назву за іменем автора.

## Використання
Цей тип двигуна уперше було використано на суднах та стаціонарних енергогенеруючих установках, а у подальшому він, також, почав встановлюватись на деяких дизель-електричних локомотивах, наприклад, класу «GE PowerHaul». Цикл Міллера застосовувався компанією Mazda у двигунах серії K під маркою KJ-ZEM V6 на моделі автомобіля бізнес-класу «Mazda Xedos 9» також, відомої під назвами «Mazda Millenia» (США) та «Eunos 800» (Австралія). Пізніше, компанія Subaru використала двигун, що працював за цим циклом (flat-4) в концептуальних автомобілях з гібридним приводом («Turbo Parallel Hybrid»), відомих як «Subaru B5-TPH».

## Загальна інформація
Робота класичного чотиритактного двигуна базується на реалізації чотирьох фаз роботи (тактів). З них два такти можна віднести до високоенергетичних — це такт стиску, що вимагає підведення механічної енергії і такт робочого ходу, в результаті якого отримується механічна енергія. Більшість втрат енергії у такому двигуні пов'язана зі стисненням суміші над поршнем і з енергією вихлопу (яку характеризує тиск і температура вихлопних газів). Запровадження наддування у двигуні дозволяє зменшити перші втрати, двигун, що працює за циклом Міллера, дозволяє зменшувати другі втрати.
Цикл Міллера було запропоновано як спосіб поєднання переваг двигуна Аткінсона з простішим поршневим механізмом двигуна Отто. Замість того, щоб зробити такт стиску механічно коротшим, від такту робочого ходу (як в класичній конструкції двигуна Аткінсона, де поршень вгору рухається швидше, ніж до низу), Міллер скоротив такт стиску за рахунок зміни фаз відкривання/закривання впускних клапанів, зберігаючи рух поршня в обох напрямках однаковим (як у класичному двигуні Отто).
Для цього Міллер запропонував два різних підходи: або закривати впускний клапан суттєво раніше, до закінчення такту впуску, або закривати його значно пізніше, після закінчення цього такту. Перший підхід у мотористів має умовну назву «вкороченого впуску», а другий — «вкороченого стиску». Зрештою обидва цих підходи приводять до однакового наслідку: зниження фактичного ступеня стиску робочої суміші стосовно до геометричного, при збереженні незмінним ступеня розширення (тобто такт робочого ходу залишається таким же, як у двигуні Отто, а такт стиску як би скорочується, як у циклі Аткінсона, тільки скорочується не за часом, а за ступенем стиску паливо-повітряної суміші).
Таким чином, паливо-повітряна суміш у двигуні Міллера стискається меншою мірою, ніж вона повинна була б стискатись у двигуні Отто такої ж геометрії. Це дозволяє збільшити геометричний ступінь стиску (і, відповідно, ступінь розширення) з перевищенням меж, які визначаються детонаційними властивостями пального — з приведенням фактичного стиснення до допустимих значень за рахунок згаданого вище «вкорочення циклу стиску». Іншими словами, при тому ж фактичному ступені стиску (обмеженому детонаційними характеристиками пального) двигун Міллера має значно більший ступінь розширення, ніж двигун Отто. Це дає можливість повніше використати енергію газів, що розширюються у циліндрі, що, власне, й підвищує теплову ефективність двигуна та забезпечує його вищу економічність.
Другий такт у двигуні із вкороченим стискуванням умовно поділений на дві частини. Таку схему іноді називають «п'ятитактним двигуном». В першій частині другого такту впускний клапан є відкритим і відбувається часткове витіснення заряду (повітря чи паливо-повітряної суміші) у впускний колектор, далі клапан закривається і лише тоді відбувається стиснення. Виштовхування частини заряду одночасно приводить до втрати частини потужності. Щоб цього не сталося, використовується дозарядження двигуна за допомогою компресора наддування, який збільшує тиск повітря на впуску і в результаті забезпечує потрібний ступінь стиску.
Такт «власне стискування» розпочинається після закриття впускного клапана у момент проходження поршнем близько 20…30% шляху між крайніми положеннями (близько 70° кута повороту колінчастого вала від нижньої мертвої точки поршня). Таким чином, двигун Міллера отримує стиснення яке мав би традиційний двигун при використанні 70…80% його потужності. Економія буде мати місце коли компресор потребуватиме менше енергії ніж поршень для стиснення такої ж кількості повітря. Розв'язання цієї проблеми полягає у тому, щоб використати функції компресора і поршня за оптимального їх співвідношення з точки зору енергетичних затрат. Для цього двигуни Міллера оснащуються механізмом регулювання часу відкриття клапанів, що дозволяє під час роботи навіть відмовлятись від циклу Міллера, якщо це не є доцільним виходячи з ефективності роботи.
Двигун особливо потребує додаткового нагнітання повітря при роботі на низьких обертах, тому тут використовуються компресори об'ємного стиснення (гвинтові або конструкції Рутса).

## Температура нагнітання
У типовому двигуні з іскровим запалюванням, цикл Міллера дає додаткові переваги. Повітря, що надходить спочатку стискають за допомогою нагнітача, а потім охолоджують за допомогою проміжного охолоджувача (інтеркулера). Нижча температура впускного заряду, у поєднанні з нижчою компресією на такті стиску, дає нижчу кінцеву температуру заряду, ніж можна було б отримати шляхом простого збільшення ступеня стиснення поршнем. Це дозволяє змінювати випередження запалювання у ширшому діапазоні без ризику появи детонації, що сприяє підвищенню ефективності роботи двигуна. Додатковою перевагою нижчої кінцевої температури заряду є те, що утворення шкідливих сполук NOx в дизельних двигунах зменшується, що є важливим параметром конструкції для великих дизельних двигунів на борту суден і електростанцій.

## Ступінь стиску
Ефективність роботи двигуна внутрішнього згоряння збільшується із підвищенням ступеня стиснення. У типовому бензиновому двигуні, ступінь стиснення обмежується появою детонації стиснутої та розігрітої паливо-повітряної суміші. При зменшеному ході стиснення у циклі двигуна Міллера, та підвищенні тиску в циліндрі за рахунок нагнітання цей двигун отримує дещо кращу ефективність.

## Втрати на нагнітачі
Переваги від використання об'ємних нагнітачів з механічним урухомленням від вала двигуна супроводжуються зростанням вартості. Крім, того, від 15% до 20% потужності генерованої двигуном з наддуванням зазвичай витрачається на приведення в дію нагнітача, що стискає заряд повітря, яке усмоктується.

## Відмінність від двигуна, що працює за циклом Аткінсона
Аналогічний до запатентованого Міллером метод затримки закривання впускного клапана використовується в деяких сучасних версіях двигунів, що працюють за циклом Аткінсона, але це відбувається без наддування. Через це таку реалізацію циклу Аткінсона часто називають циклом Міллера-Аткінсона. Ці двигуни зазвичай використовують на транспортних засобах з гібридним проводом, де ефективність роботи є основною метою і падіння потужності у цьому циклі компенсуються увімкненням електродвигунів.